# Odette Tessier
Odette Tessier est une femme pêcheur française de Libourne, licenciée à la Fédération française de pêche sportive au coup.
Son attrait pour la pêche remonte à 1962, dans les traces de son époux lui-même impliqué dans la pratique à compter de 1961.

## Palmarès
- Triple championne de France de pêche sportive au coup en eau douce individuelle, en 1973 (à Troyes), 1979 (à Nantes), et 1983 (à Angoulême);
- Vice-championne de France de pêche sportive au coup en eau douce individuelle, en 1975 (à Gueugnon) et 1979 (à Decize);
- 3e du championnat de France de pêche sportive au coup en eau douce individuelle, en 1976 (à Sedan) et 1982 (à Arnage-Allones).